# Fluxbox
Fluxbox är en lättviktig fönsterhanterare för X Window System som bygger på källkoden till Blackbox 0.61.1. Fluxbox har gjort sig populär genom att vara minimalistisk och snabb, och ha möjligheten till tabbade fönster.